# Antonio Brutti
Antonio Brutti (Grottammare, 2 maggio 1945) è un ex maratoneta italiano.

## Biografia
Ha partecipato alle Olimpiadi di Monaco di Baviera nel 1972, arrivando 21º nella maratona con il tempo di 2.22'12". È stato primatista italiano nella maratona con il tempo di 2.17'21" ottenuto nel 1972. Attualmente è il presidente della società di atletica Asa Ascoli Piceno.

## Campionati nazionali
1970
- 6º ai campionati italiani di maratona - 2h35'10"

1972
- 12º ai campionati italiani assoluti, 10000 m piani
- 4º ai campionati italiani di corsa campestre - 30'01"6

1973
- Bronzo ai campionati italiani di maratona - 2h31'38"

## Altre competizioni internazionali
1972
- Bronzo alla Maratona di Bruxelles ( Bruxelles) - 2h17'21"
- Bronzo al Giro al Sas ( Trento), 12 km - 38'43"3

1973
- 4º al Giro al Sas ( Trento), 12 km - 39'09"9